# Les Orgueilleux
Les Orgueilleux is een Frans-Mexicaanse film van Yves Allégret die uitgebracht werd in 1953.

## Samenvatting
1953. Tijdens hun vakantiereis strandt Nellie, een jonge Française, met haar doodzieke man in Alvarado, een stadje gelegen aan de Golf van Mexico. De eerste persoon die ze tegenkomt is Georges, een verlopen dokter met een stevig alcoholprobleem. Haar man bezwijkt aan een hersenvliesontsteking vooraleer Georges hulp kan bieden. 
Nellie en Georges maken nader kennis en ze verneemt dat Georges is beginnen te drinken sinds de dag dat hij zijn vrouw per ongeluk gedood heeft tijdens haar bevalling. 
Nellie kan het lichaam van haar man niet repatriëren want zijn dodelijke meningitis is geen alleenstaand geval, er is besmettingsgevaar. Nellie ziet zich gedwongen te blijven in een land waar ze niemand kent, zonder geld. Als een heuse epidemie uitbreekt, vindt de op drift geslagen Georges zijn roeping en zijn waardigheid terug. Ook de ontredderde Nellie zal een rol spelen in zijn wederopstanding.

## Rolverdeling
| Acteur                                          | Personage            |
| ----------------------------------------------- | -------------------- |
| Michèle Morgan                                  | Nellie               |
| Gérard Philipe                                  | Georges              |
| Carlos López Moctezuma                          | de dokter            |
| Victor Manuel Mendoza                           | Don Rodrigo          |
| Michèle Cordoue                                 | Anna                 |
| Arturo Soto Rangel                              | priester             |
| André Toffel:Tom                                |                      |
| Jaime Fernández                                 | vrachtwagenchauffeur |
| Luis Buñuel                                     | de smokkelaar        |
| de inwoners van het stadje Alvarado (Vera Cruz) |                      |